# Mafia siciliană
Mafia este o organizație criminală secretă, fiind totodată una dintre cele mai periculoase și complexe grupări de crimă organizată din istoria recentă.  În anul 2007 s-a estimat că Mafia a devenit una dintre cele mai mari afaceri din Italia, având o cifră de afaceri de 120 miliarde de dolari pe an.
În noiembrie 2008, Mafia avea o cifră de afaceri de 130 de miliarde de euro și o rețea de 180.000 de comercianți implicați.
Un centru considerat important al organizației este orașul Corleone din Sicilia.

## Etimologie
În vorbirea curentă, când se folosește termenul de „mafie” se subînțelege orice „organizație criminală”, lucru greșit. Trebuie făcută o diferențiere între termenul istoric al mafiei care nu are nicio legătură cu alte organizații criminale care caută să ocupe o poziție economică și politică în societate, ca de exemplu „mafia rusă” sau „mafia turcă”.
În secolul al XVII-lea, „mafia” definea un fel de vrăjitoare care practica magia albă. Mai târziu s-a descoperit într-un dicționar al dialectului sicilian, termenul maffia care avea mai multe semnificații ca tâlhărie sau mizerie crâncenă.
De asemenea, termenul maffiot era echivalent cu „sărac lipit pământului, plin însă de îndrăzneală și siguranță de sine”.
În lucrarea Mafioții din Vicaria semnată de Galtano Mosca și Giuseppe Rizzoto publicată în anul 1863, termenului „mafia” i se atribuie pentru prima dată sensul cunoscut astăzi.
În anul 1882, Viespile Siciliene a fost considerată prima organizație mafiotă. Aceasta era o organizație secretă, care lupta împotriva ocupației franceze. Tot de atunci se consideră că termenul „mafie” ar corespunde prescurtărilor cuvintelor lozincii Morte Alla Francia I'Italia Arde (română „Moarte Franței, strigă Italia”).
O altă variantă a originii termenului ar avea legătură cu o legendă siciliană; organizarea Mafiei și răzvrătirea siciliană împotriva ocupației franceze, a fost declanșată, când un soldat francez în timpul vecerniei, ar fi violat o siciliancă. Mama fetei necinstite ar fi strigat pe stradă Ma fia! Ma fia! („fiica mea” în dialect sicilian vechi). Acest incident ar fi dus la izgonirea dinastiei de Anjou din Sicilia.
În opera Confesiunile unui cap al Mafiei (2008), scrisă de Philip Carlo, acesta afirma că termenul „mafia”, scris cu „m” mic, înseamnă bărbat de onoare, cineva care merge mândru, cu capul sus și privirea înainte, pe când, cuvântul „Mafia”, scris cu „M” mare, avea să fie asociat, cu timpul, familiilor de crimă organizată, cunoscute și în prezent.
De asemenea, originea etimologică a termenului are diferite izvoare. Cele mai demne de menționat ar fi a lui Novacco (1959) și Lo Monaco (1990).
- din limba arabă: 
  - maha — peșteră, grotă
  - ma hias — distrugător, obraznic
  - mahfil — adunare, întâlnire
  - mu' âfâ — oferă protecție, siguranță
  - Ma' âfir — un trib sarazin care a dominat Sicilia (831–1072)

- din siciliană: 
  - mafiusu, marfusu — arogant, curajos, frumos

- din unele dialecte italiene: 
  - alfusso — neîncrezător, discreditat, criminal
  - mafia — sărăcie
  - mafi, mafio — pitic, țărănoi, mocan nemanierat, hoț

## Istoria Mafiei
Primele organizații mafiote tradiționale au apărut în comunitățile sătești pe la începutul secolului al XVIII-lea, având ca arie de acoperire Sicilia. Chiar și astăzi, comunitățile rurale constitue punctul de plecare în formarea bandelor criminale, ca modele de organizare, metode și tehnici de impunere. Mafia italiană funcționează prin respectarea sferelor de influență, a zonelor, prin respectarea „legii tăcerii”, adaptabilitatea la noile condiții. Însă o caracteristică importantă mafiei o reprezintă interconexiunile cu puterea politică. De asemenea, mafia italiană are relații „de afaceri” cu alte organizații criminale, cum ar fi cartelurile columbiene sau triadele chinezești. Mafia italiană a apărut în Sicilia, răspândindu-se și în Roma, Milano, Napoli și Torino. Din cauza emigrărilor masive din această țară, mafia s-a extins ajungând și în Austria, Statele Unite, Canada și Australia. Conform istoricului Paolo Pezzino, Mafia este o organizație care nu se mulțumește doar să activeze în anumite domenii de interes criminale, ci vrea și să își impună autoritatea asupra anumitor autorități publice în teritoriile pe care vor sa le controleze.

## Mafia și criminalitatea organizată
Organizație criminală semnifică activitățile infracționale ale unor grupuri constituite pe principii conspirative, în scopul obținerii unor importante venituri ilicite la cote deosebit de ridicate.
Mafia se deosebește de celelalte forme de criminalitate organizată prin structură. Mafia are o origine siciliană, fiind bazată pe așa numită familie, care de fapt nu este o familie propriu zisă, ci o organizație ierarhică a membrilor de origine siciliană, care trebuie să respecte un codex familial. Cei care nu respectă aceste legi interne patriarhale (femeile fiind excluse) sunt pedepsiți exemplar prin metode deosebit de brutale, ajungând-se până la asasinarea acestora. Fiecare familie mafiotă are un șef, care poate avea un șef suprem (capo dei capi), membrii familiei fiind obligați la o supunere oarbă față de șefi.

## Cosa Nostra

### Istorie
În trecut, Cosa Nostra era considerată ca fiind o organizație rebelă, care apăra locuitorii Siciliei de ostilitatea guvernului Roman dar și a invadatorilor.
După Revoluția din anul 1848 și cea din 1860, Sicilia a fost serios afectată. Primele grupări mafiote au fost de fapt niște bande mici înarmate care se implicau în revolte.
Autorul John Dickie pretindea că  principalul factor care a condus la haos, a fost cauzat de distrugerea evidențelor poliției și prin asasinarea polițiștilor care încercau sa restabilească ordinea. Atunci când a fost învestit noul guvern, acesta a conștientizat riscul reprezentat de bandele criminale și a aplicat o serie de măsuri care să elimine aceste amenințări. Însă pe la jumătatea secolului al XIX-lea, Cosa Nostra a reușit să-și rafineze tehnicile și metodele de acțiune. Astfel a ajuns să protejeze vastele plantații de lămâii și proprietăți ale nobilimii, devenind o afacere prosperă dar periculoasă. Inițial, orașul Palermo a intrat în zona de influență a mafiei, treptat această zonă extinzându-se în toată partea de vest a Siciliei. Pe la sfârșitul secolului al XIX-lea, bandele mafiote s-au hotărât să se organizeze pentru a reduce riscurile, apărând astfel Cosa Nostra.

### Formă de organizare
Cosa Nostra are la bază familia, denumită astfel după teritoriul pe care îl controlează. Fiecare familie este condusă de un Capofamiglia secondat de un asistent denumit Consiglieri și de Capidecina. Un capidecina controlează activitatea unui grup restrâns de „oameni de onoare”.
Conducerea Mafiei, cunoscută sub numele de „Onorata societate”, este organizată sub forma unei piramide, asemănătoare cu cea din marile companii moderne:
1. Capo di tutti capi (șeful tuturor șefilor)
2. Capo di Capi Re (titlu care este acordat în semn de respect unui membru senior sau retras al Mafiei);
3. Capo Crimini (cunoscut drept Don sau „Nașul” unei familii);
4. Capo Bastone (este cel de-al doilea rang după Capo Crimini);
5. Consigliere (consilier, sfătuitor);
6. Contabile;
7. Caporegime sau Capodecina (locotenent care conduce un grup de cel puțin zece „soldați” sau Sgarrista);
8. Sgarrista sau Soldato („soldații” care duc la îndeplinire asasinatele comandate);
9. Picciotto („întăririle” soldaților; cel mai mic grad al mafiei);
10. Giovane D'Onore (membru asociat al Mafiei, de obicei fără sa aibă vreo origine italiană).

## Camorra
Instalată în provincia Campania, Camorra desemnează societatea secretă a răufăcătorilor napolitani. Compusă dintr-o serie de organizații locale, aflate adesea în opoziție, Camorra s-a consacrat mai ales traficului de droguri, în particular de cocaină.
Este alcătuită din 236 de clanuri mafiote și are o cifră de afaceri de 30 de miliarde de euro anual.

## Măsuri de combatere a mafiei
Organizații care luptă împotriva mafiei:
- Organizații internaționale: Interpol și Europol
- Organizații naționale: 
  - În Germania: Bundeskriminalamt
  - În Italia: DIA
  - În SUA: FBI și DEA